# Notophyson swainsoni
Notophyson swainsoni là một loài bướm đêm thuộc phân họ Arctiinae, họ Erebidae.